# 大山町 (相模原市)
大山町（おおやまちょう）は、神奈川県相模原市緑区の町名。丁目の設定のない単独町名である。住居表示実施済区域。

## 地理
緑区の西部に位置し、西に橋本、北に東橋本、東に中央区小山、南に中央区南橋本と接している。

## 世帯数と人口
2020年（令和2年）10月1日現在（国勢調査）の世帯数と人口（総務省調べ）は以下の通りである。
| 町丁   | 世帯数    | 人口    |
| ------ | --------- | ------- |
| 大山町 | 1,035世帯 | 2,565人 |

### 人口の変遷
国勢調査による人口の推移。
| 年                 | 人口  |
| ------------------ | ----- |
| 1995年（平成7年）  | 342   |
| 2000年（平成12年） | 364   |
| 2005年（平成17年） | 374   |
| 2010年（平成22年） | 1,126 |
| 2015年（平成27年） | 2,557 |
| 2020年（令和2年）  | 2,565 |

### 世帯数の変遷
国勢調査による世帯数の推移。
| 年                 | 世帯数 |
| ------------------ | ------ |
| 1995年（平成7年）  | 122    |
| 2000年（平成12年） | 154    |
| 2005年（平成17年） | 167    |
| 2010年（平成22年） | 540    |
| 2015年（平成27年） | 1,001  |
| 2020年（令和2年）  | 1,035  |

## 学区
市立小・中学校に通う場合、学区は以下の通りとなる（2023年5月時点）。
- 番・番地等 : 全域
  - 小学校 : 相模原市立橋本小学校
  - 中学校 : 相模原市立旭中学校
- 全域で指定変更許可区域。

## 事業所
2021年（令和3年）現在の経済センサス調査による事業所数と従業員数は以下の通りである。
| 町丁   | 事業所数  | 従業員数 |
| ------ | --------- | -------- |
| 大山町 | 186事業所 | 5,249人  |

### 事業者数の変遷
経済センサスによる事業所数の推移。
| 年                 | 事業者数 |
| ------------------ | -------- |
| 2016年（平成28年） | 191      |
| 2021年（令和3年）  | 186      |

### 従業員数の変遷
経済センサスによる従業員数の推移。
| 年                 | 従業員数 |
| ------------------ | -------- |
| 2016年（平成28年） | 5,303    |
| 2021年（令和3年）  | 5,249    |

## 施設
- アリオ橋本
- 共同印刷 相模原工場

## その他

### 日本郵便
- 郵便番号 : 252-0146[3]（集配局 : 橋本郵便局[14]）。